# 펄스 (나이트클럽)

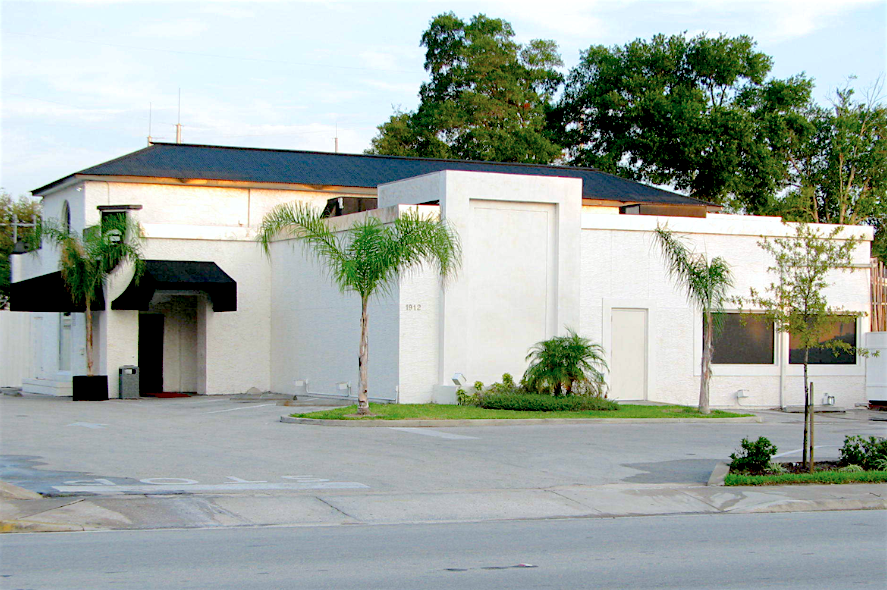
2006년 펄스의 모습

펄스(Pulse)는 미국 플로리다주 올랜도에 위치한 게이 나이트클럽이다.

## 역사
펄스는 2004년 바버라 포마(Barbara Poma)와 론 레글러(Ron Legler)로부터 설립되었다.
2013년 5월에는 약한 총격 사건이 발생하였다.
2016년 6월 12일, 29세 남성 오마르 미르 세디크 마틴에 의한 총기 난사 사건으로 50여명이 사망하는 사건이 발생하였다.
나이트클럽은 매일 오전 7시 30분부터 12시까지 운영된다.